# Símbolos de Ocaña (Norte de Santander)
Los Símbolos de Ocaña, incluyendo el escudo, la bandera  y el himno son los emblemas que identifican al municipio de Ocaña, departamento de Norte de Santander (Colombia). El escudo, la bandera y el himno son los principales símbolos del municipio, y forman parte de la imagen institucional de la administración municipal, por lo cual siempre están presentes en los actos protocolarios, en la papelería oficial, en las obras públicas, etc.

## Escudo
El escudo se caracteriza, por ser el escudo de Ocaña (España), pero es adaptado.
- En forma de blasón francés moderno de color azul.
- Una corona ducal que representa la grandeza de la Corona Española.
- Cuartel central: Castillo almenado, la cual representa la fundación de Ocaña España, construido en ladrillo rojo (ocre).

## Bandera
La bandera tendría las mismas proporciones que la Bandera de Colombia y estaría compuesta por cuatro rectángulos de igual longitud, con los colores verde y blanco contrapuestos. Cada uno de estos componentes tiene su propio significado:
- El color verde simboliza la esperanza y la biodiversidad de la ciudad.

- El color blanco simboliza la vocación mariana de la ciudad hacia Nuestra Señora de las Gracias de Torcoroma.

## Himno
La letra del himno está compuesta por un coro y cuatro estrofas y fue escrita por el poeta Ocañero Mario Javier Pacheco García. La música fue compuesta por el músico Ocañero Guillermo Lemús Sepúlveda ya fallecido. 
Himno de la Ciudad de Ocaña

| Letra: Mario Javier Pacheco García Música: † Guillermo Lemús Sepulveda Coro: Ocañeros con todo el orgullo Ocañeros por nuestra región por Ocaña hasta el fin de los días, por Ocaña, con el corazón. I Desde que en mil quinientos setenta te fundó el Pedrocheño español don Francisco Fernández de Contreras somos casta, nobleza, y honor. II La hermosura de nuestras doncellas en Leonelda hechicera surgió el valor en los "libres de Ocaña" que Bolívar ungió en batallón. III Pero en mil ochocientos veintiocho voces truenan en la convención, agoniza el imperio en partidos, Santander al amor sublevó. IV Por tus gentes, tu paz y progreso, Por tu historia por tu redención, Por ti valle del Hacaritama, nuestra sangre, si lo pide Dios. |